# Tán (văn học)
Tán hay chính là thể văn tán tụng. Theo Từ Sư Tăng thì tán có nghĩa là khen ngợi, ca ngợi một người vì một chiến công hay một việc làm nào đó.
Đời Hán có Tư Mã Tương Như làm bài Tán ca ngợi Kinh Kha, tuy đã thất truyền nhưng người đời sau vẫn xem là bài mở đầu, làm theo rất nhiều. Thể thức thường là ngắn, dòng bốn tiếng, có vần. Xét về nội dung, tán có ba loại: sử tán – ca ngợi nhân vật lịch sử; tạp tán: bài văn ca ngợi đối với con người, thơ văn hoặc hội họa, ví dụ đời Đường Hàn Dũ có Hậu Hán tam thiền tán;ai tán – bài văn ca ngợi người vừa mất, loại này thành tựu không nhiều. Thể loại này còn những tên gọi khác.
Xét về vị trí, thể tán thường nằm trong sách sử, ở cho sử bình, hoặc nằm ở cuối bài văn bia, ví dụ như bài tán ở cuối Văn bia chùa Bảo Ninh Sùng Phúc (ở đây gọi là từ).
Có bài toán mang nội dung phúng gián, như bài tán Phú, Đức của Nguyễn Thiếp viết cho Nguyễn Nghiễm.